# Акустический кабель

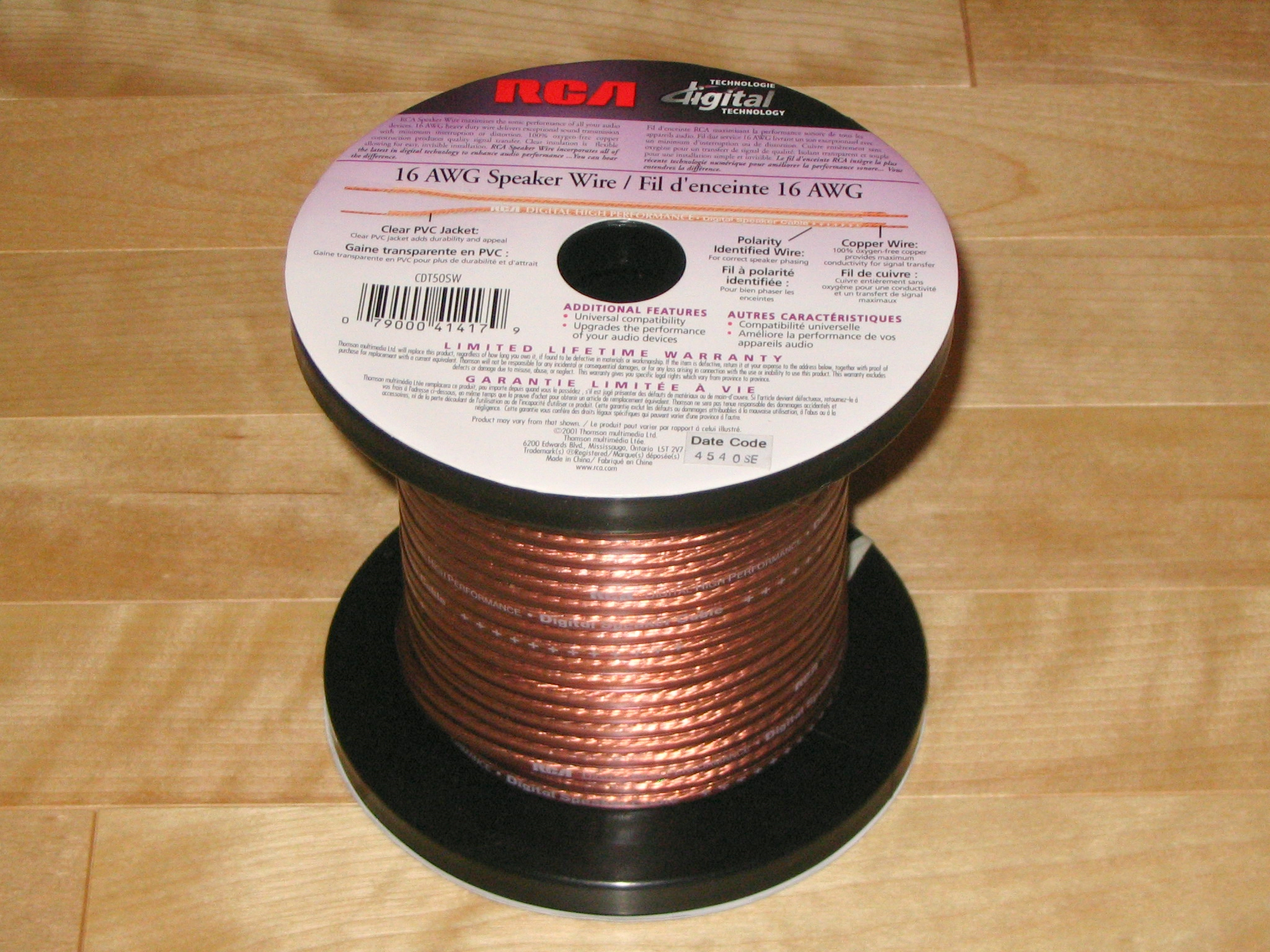
Двухпроводной акустический кабель

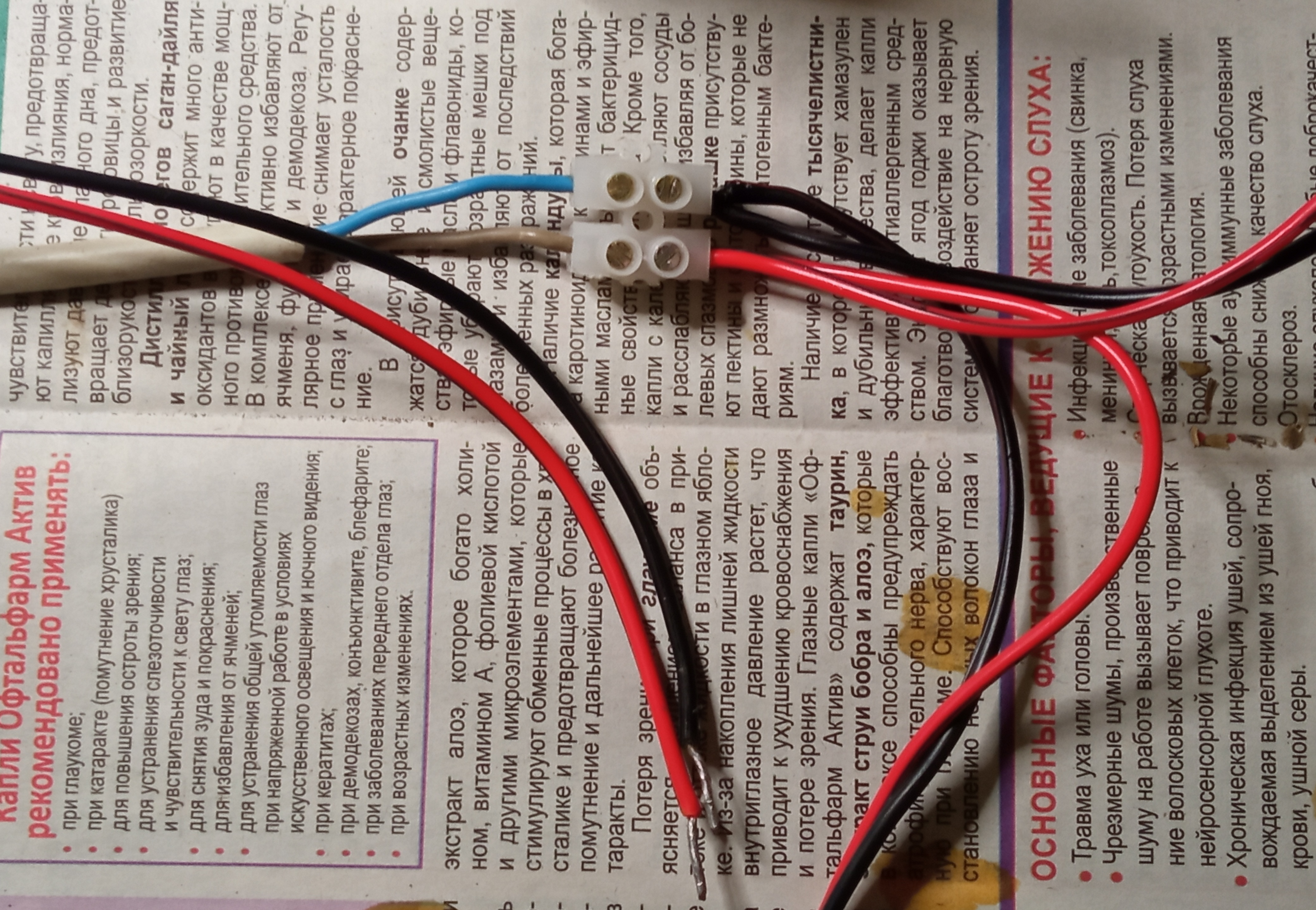
Акустический кабель, имеющий красно-чёрную окраску; рядом, в сине-коричневый в белой изоляции — обычный электрический

Акустический кабель — вид электрического кабеля, который используется для электрического соединения между громкоговорителями и аудиоусилителями.
Современные акустические кабели состоят из двух или более электрических проводников (жил) в изоляции, такой как ПВХ, полиэтилен или тефлон. Два провода электрически идентичны, но маркированы, для определения правильной полярности подключения стереосигнала (т. н. фазировка). 
Также, кабель может иметь как две жилы (для подключения одного громкоговорителя), так и две пары жил (для подключения к двухполосной АС, т.н. бивайринг)
В качестве материала проводника предпочтительно используется медь высокой степени очистки (OFC, Oxygen-free copper), также достаточно широко применяется и серебро).
Акустические кабели обычно мягче, имеют резиновую изоляцию, рассчитаны на частое подключение-отключение, сматывание-разматывание.
Некоторые считают, что «акустический кабель» это скорее маркетинговый ход, так как особой разницы в основном параметре (проводимости) между неакустическим, обычным кабелем и акустическим кабелем нет. Честность многих рекламных заявлений по этому вопросу была оспорена инженерами, которые считают, что простое электрическое сопротивление на сегодняшний день является наиболее важной характеристикой акустического кабеля (но не дают научного объяснения слышимой разнице «звучания» кабелей).
Эффект воздействия акустического кабеля на сигнал является очень обсуждаемой темой среди аудиофилов (любителей звука высокой достоверности). При этом стоимость кабелей высокого класса и класса «люкс» (Hi-End) известных фирм может достигать десятков тысяч евро за несколько метров (используются эксклюзивные материалы и особая конструкция, запатентованные конструкционные решения).

## Дискуссии о качестве
Среди аудиофилов существуют дебаты о влиянии, которое оказывают акустические кабели высокого качества (в т. ч. и Hi-End) на аудиосистему. Центральное место в этих дебатах занимает слышимость изменений, которые вносит в сигнал акустический кабель. В то время как многие аудиофилы и некоторые маркетологи заявляют, что экзотические материалы и структура проводников влияют на слышимые характеристики акустического кабеля, скептики утверждают, что несколько метров акустического кабеля от усилителя мощности до клемм громкоговорителя не могут внести слышимые изменения, из-за большего влияния от сложных компонентов, таких как кроссовер внутри громкоговорителя, а также от динамиков громкоговорителя, которые включают несколько метров очень тонкой проволоки. 
Для обоснования заявлений об улучшении качества звука, многие маркетологи акустических кабелей приводят в пример электрические свойства кабеля, такие как скин-эффект, степень очистки меди,  сопротивление; свойства, которые мало знакомы большинству потребителей. Никакие из этих электрических свойств не имеют сколько-нибудь заметного влияния на аудиочастоты, хотя каждый из них имеет значение для радиочастот. Эксперты аудиоиндустрии опровергли вышеописанные заявления путём измерений, а также через «двойной слепой тест» (ABX test) на слушателях (имеются и обратные результаты).
Тем не менее существует соглашение, что для отсутствия слышимых изменений в кабеле необходимо, чтобы общее сопротивление акустического кабеля не было слишком большим. Кроме того, проблемы с качеством акустических кабелей проявляются наибольшим образом на громкоговорителях с пассивным кроссовером, чаще всего используемых в домашнем стерео.
В общем случае приемлемым является вариант, когда сопротивление акустического кабеля не превышает 5 % от сопротивления всей электрической цепи. Для конкретного материала, сопротивление зависит от длины и толщины (соотношение длины к площади поперечного сечения). По этой причине, громкоговорителям с низким сопротивлением требуется акустический кабель тоже с низким сопротивлением. При большой длине кабель должен быть толще. После того как 5 % барьер сопротивления был достигнут, более толстый кабель не предоставит никаких улучшений.